# Farasmanes (rei)
Farasmanes (en llatí: Pharasmanes, en grec antic: Φαρασμάνης) va ser un rei escita de la tribu o grup dels corasmis.
Es va presentar a Alexandre el Gran a Zariaspa el 328 aC amb ofertes d'amistat que van ser ben rebudes pel rei i es va establir una aliança. Va prometre la seva ajuda per la conquesta de les tribus escites entre la mar Càspia i el Euxí quan Alexandre decidís iniciar-la, ocasió que mai va arribar.